# آدولف کلاس
آدولف کلاس (انگلیسی: Adolf Cluss; ۱۴ ژوئیهٔ ۱۸۲۵ – ۲۴ ژوئیهٔ ۱۹۰۵) معمار اهل آلمان بود.
وی در آلمان به دنیا آمد و پس از مهاجرت به آمریکا، یکی از مشهورترین معماران آمریکا شد.